# Pseudophengodes ruficollis
Pseudophengodes ruficollis là một loài bọ cánh cứng trong họ Phengodidae. Loài này được Motschulsky miêu tả khoa học năm 1854.